# 沙特瞪羚
沙特瞪羚（Gazella saudiya），又譯沙烏地瞪羚，是一種已完全滅絕的瞪羚。其种加词“saudiya”意为“沙特的”。

馴養的沙特瞪羚的基因分析顯示牠們有可能是不同的物種或混種。